# Koichiro Morita
Koichiro Morita (森田 耕一郎 Morita Koichiro?), född 28 oktober 1984 i Tokyo prefektur, är en japansk fotbollsspelare.
Morita började sin karriär 2003 i Vegalta Sendai. Efter Vegalta Sendai spelade han för FC Tokyo, Sagawa Shiga, SC Sagamihara, Kamatamare Sanuki och Renofa Yamaguchi FC. Han avslutade karriären 2015.